# Olivia Lum
Olivia Lum Ooi Lin és una dona de negocis de Singapur. És coneguda per ser la fundadora, directora executiva i presidenta del grup Hyflux amb seu a Singapur. També n'encapçala el departament de Recerca i Desenvolupament.

## Biografia
Adoptada quan va néixer, mai ha conegut els seus pares biològics. La va criar una dona a qui anomenava la seva «àvia». Quan tenia només tres anys, la seva àvia va perdre els seus estalvis pel joc i van perdre la casa on vivien, havent-se de traslladar a una barraca sense aigua corrent. Amb 15 anys va anar a Singapur i es va matricular a l'institut Tiong Bahru, on es va guanyar la vida donant classes particulars i fent de venedora. Va estudiar al Hwa Chong Junior College i es va graduar el 1986 amb matrícula d'honor en Química per la Facultat de Ciències de la Universitat Nacional de Singapur.

## Carrera
Inicialment va treballar com a química a la farmacèutica GlaxoSmithKline. Després de treballar-hi tres anys, fins al 1989, a l'edat de 28 va fundar Hydrochem, empresa precursora de Hyflux, només amb 20.000 dòlars de Singapur de capital, diners que va aconseguir venent el seu pis i el cotxe. Inicialment va contractar tres empleats. Damunt d'una motocicleta ella mateixa venia els filtres d'aigua i substàncies químiques de tractament que fabricava la seva empresa. El gener de 2001, Hyflux ja havia esdevingut la primera empresa de tractament d'aigua inclosa en l'índex bursari SESDAQ, i va pujar al Singapore Exchange Mainboard l'abril de 2003. L'any 2005 tenia un valor net de més de 240 milions de dòlars americans, fet el qual li va permetre guanyar el lloc d'única dona a la llista Forbes de "rics del sud-est d'Àsia". L'any 2007, Hyflux va arribar a valer 1.000 milions de dòlars de Singapur i tenir més de 800 treballadors.
Lum ostenta diversos càrrecs públics: és membre de la junta de SPRING Singapore, del Consell de la Universitat Nacional de Singapur i de la Borsa de Singapur, així com és presidenta de la Singapore Water Association. És també una membre del UNESCAP Consell Aconsellable Empresarial i el Singapur Pla Verd 2012 coordinant comitè. Lum Era un Parlamentari Nomenat en el Parlament de Singapur de 2 juliol 2002 a 1 gener 2005. Dins 2003, va ser atorgada el Premi d'Acció d'Administració Internacional, va seguir per la Femella Global Inventa i Innovate Atorgar l'any següent.
Damunt 3 d'octubre de 2008, Lum va dimitir del càrrec de directora no executiva independent de la Borsa de Singapur, així com dels comitès d'auditoria, regulació de conflictes i remuneracions. Va declarar que havia pres aquesta d'en Hyflux creixemencisió per l'alta càrrega de treball que li suposava la ràpida expansió de Hyflux i que això li permetria dedicar-hi més temps i recursos.